# EC Campo Grande
Operário FC  is een Braziliaanse voetbalclub uit Campo Grande in de staat Mato Grosso do Sul.

## Geschiedenis
De club werd in 1993 opgericht. In 2001 werden ze een profclub en ging ze spelen in de Série B, de tweede klasse van de staatscompetitie, die voor het eerst sinds 1989 weer gespeeld werd. Na dit seizoen werd de competitie opnieuw afgevoerd. Sinds 2004 werd de competitie definitief heringevoerd en Campo Grande was er de volgende twaalf seizoenen steevast bij. De club was echter geen hoogvlieger en behaalde geen goede resultaten. Na het seizoen 2015 trok de club zich terug uit de competitie.